# 地方各级人民代表大会
地方各级人民代表大会，是人民代表大会制度下，中国共产党领导的中华人民共和国各级地方国家权力机关，包括：
- 省、自治区、直辖市的人民代表大会；
- 设区的市、自治州的人民代表大会；
- 县、自治县、不设区的市、市辖区的人民代表大会；
- 乡、民族乡、镇的人民代表大会。

## 历史
1953年，中国在基层政权普选的基础上，逐级召开了人民代表大会。1954年9月召开了第一届全国人民代表大会，这标志着人民代表大会制度在中国已经确立；在此之前，由1949年召开的中国人民政治协商会议的全国委员会和地方委员会分别执行全国人民代表大会和地方人民代表大会的职权。

## 产生方式
乡（或鎮）、县（或縣級市）、市轄区人大代表由选民直接选举产生。乡、县、区级以上的地方各级人大代表，比如市人大代表，由下一级人大代表间接选举产生。县级以上（含）地方各级人民代表大会设立常务委员会。地方各级人民代表大会每届任期五年。

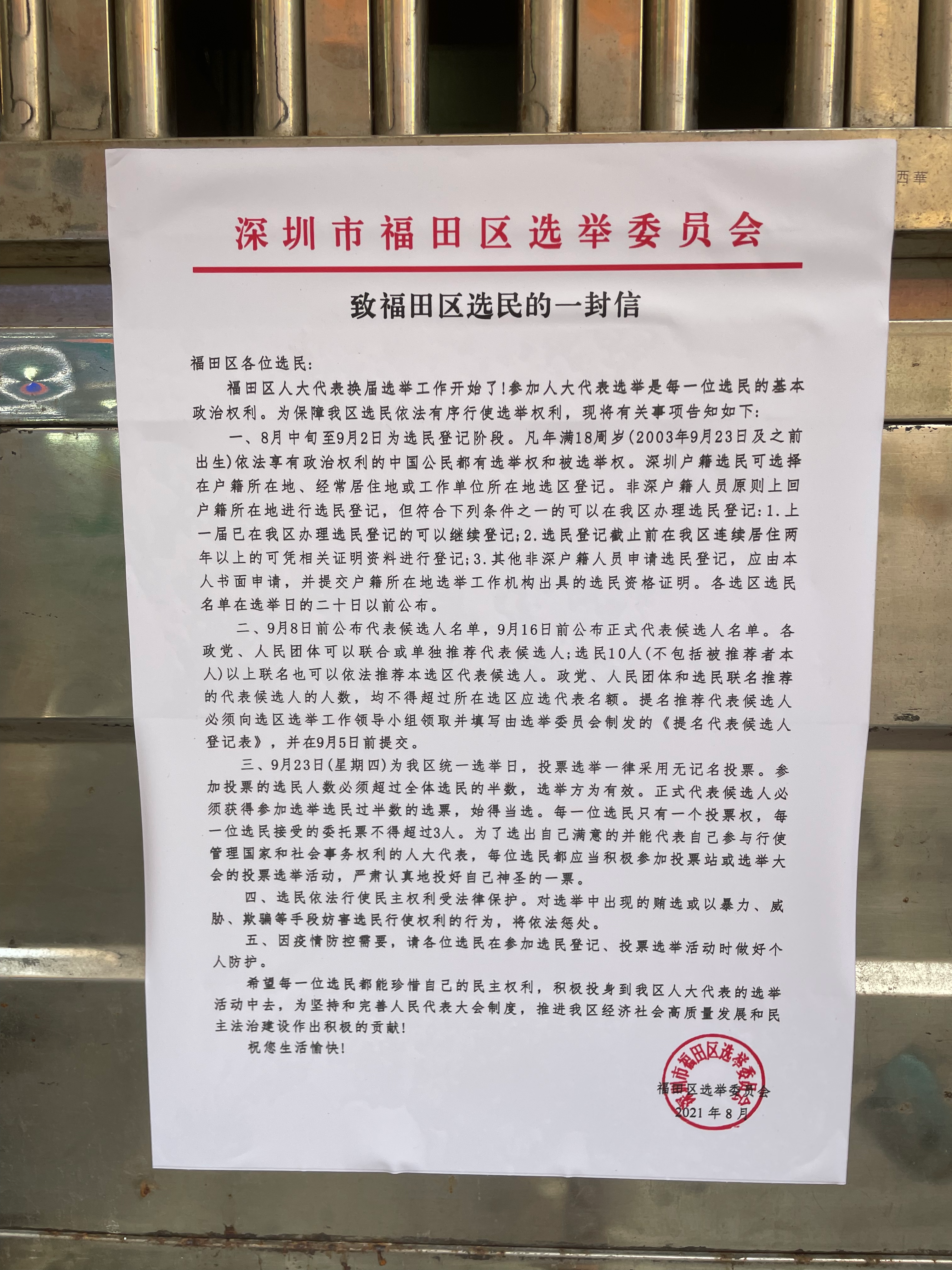
深圳市福田区沙头街道的福田区人大代表直接选举公告

## 职权
地方各级人民代表大会行使的职权是：
- 省、自治区、直辖市的人民代表大会根据本行政区域的具体情况和实际需要，在不同宪法、法律、行政法规相抵触的前提下，可以制定和颁布地方性法规，报全国人民代表大会常务委员会和国务院备案；较大的市（包括省、自治区的人民政府所在地的市，经济特区所在地的市和经国务院批准的较大的市）的人民代表大会根据本市的具体情况和实际需要，在不同宪法、法律、行政法规和本省、自治区的地方性法规相抵触的前提下，可以制定地方性法规，报省、自治区的人民代表大会常务委员会批准后施行，并由省、自治区的人民代表大会常务委员会报全国人民代表大会常务委员会和国务院备案；经济特区所在地的省、市的人民代表大会根据全国人民代表大会的授权决定，制定法规，在经济特区范围内实施，根据授权制定的法规应当报授权决定规定的机关备案；民族自治地方的人民代表大会有权依照当地民族的政治、经济和文化的特点，制定自治条例和单行条例。自治区的自治条例和单行条例，报全国人民代表大会常务委员会批准后生效。自治州、自治县的自治条例和单行条例，报省、自治区、直辖市的人民代表大会常务委员会批准后生效，并由省、自治区、直辖市的人民代表大会常务委员会报全国人民代表大会常务委员会和国务院备案。
- 县级以上的地方各级人民代表大会在本行政区域内，保证宪法、法律、行政法规和上级人民代表大会及其常务委员会决议的遵守和执行，保证国家计划和国家预算的执行；审查和批准本行政区域内的国民经济和社会发展计划、预算以及它们执行情况的报告；讨论、决定本行政区域内的政治、经济、教育、科学、文化、卫生、环境和资源保护、民政、民族等工作的重大事项；选举本级人民代表大会常务委员会的组成人员；选举省长、副省长，自治区主席、副主席，市长、副市长，州长、副州长，县长、副县长，区长、副区长；选举本级人民法院院长和人民检察院检察长，选出的人民检察院检察长，须报经上一级人民检察院检察长提请该级人民代表大会常务委员会批准；选举上一级人民代表大会代表；听取和审查本级人民代表大会常务委员会的工作报告；听取和审查本级人民政府和人民法院、人民检察院的工作报告；改变或者撤销本级人民代表大会常务委员会的不适当的决议；撤销本级人民政府的不适当的决定和命令；保护社会主义的全民所有的财产和劳动群众集体所有的财产，保护公民私人所有的合法财产，维护社会秩序，保障公民的人身权利、民主权利和其他权利；保护各种经济组织的合法权益；保障少数民族的权利；保障宪法和法律赋予妇女的男女平等、同工同酬和婚姻自由等各项权利。
- 乡、民族乡、镇的人民代表大会在本行政区域内，保证宪法、法律、行政法规和上级人民代表大会及其常务委员会决议的遵守和执行；在职权范围内通过和发布决议；根据国家计划，决定本行政区域内的经济、文化事业和公共事业的建设计划；审查和批准本行政区域内的财政预算和预算执行情况的报告；决定本行政区域内的民政工作的实施计划；选举本级人民代表大会主席、副主席；选举乡长、副乡长，镇长、副镇长；听取和审查乡、民族乡、镇的人民政府的工作报告；撤销乡、民族乡、镇的人民政府的不适当的决定和命令；保护社会主义的全民所有的财产和劳动群众集体所有的财产，保护公民私人所有的合法财产，维护社会秩序，保障公民的人身权利、民主权利和其他权利；保护各种经济组织的合法权益；保障少数民族的权利；保障宪法和法律赋予妇女的男女平等、同工同酬和婚姻自由等各项权利。

### 县级以上地方各级人大常委会
1954年9月，人民代表大会制度在中華人民共和國境内建立起来，但地方人大常務委員会并没有同时设立。1979年5月17日，全国人民代表大会常务委员会法制工作委员会主任彭真向中央提交《关于县以上各级人民代表大会和各级人民政府组织法》是否决定取消革命委员会、恢复人民委员会和设人大常务委员会的报告。鄧小平支持設立地方人大常委会。1979年7月1日，五届全国人大二次会议通过《关于修正中华人民共和国宪法若干规定的决议》和《中华人民共和国地方各级人民代表大会和地方各级人民政府组织法》，決定在县级以上的地方各级人民代表大会设立常务委员会。其常务委员会由主任、副主任若干人和委员若干人组成，对本级人民代表大会负责并报告工作。常务委员会的组成人员不得担任国家行政机关、监察机关、审判机关和检察机关的职务。常务委员会行使的职权是：讨论、决定本行政区域内各方面工作的重大事项；监督本级人民政府、监察委员会、人民法院和人民检察院的工作；撤销本级人民政府的不适当的决定和命令；撤销下一级人民代表大会的不适当的决议；依照法律规定的权限决定国家机关工作人员的任免；在本级人民代表大会闭会期间，罢免和补选上一级人民代表大会的个别代表。同年，中華人民共和國有22个省、自治区、直辖市召开人民代表大會，选举产生本级人大常委会。